# Giuliano Bendinelli
Giuliano Bendinelli (Genova, 11 settembre 1990) è un giocatore di poker italiano.

## Poker
Tra il 2018 e il 2022 ottiene quattro piazzamenti a premio nei tornei delle WSOP.
Nell'agosto 2022 vince la tappa di Barcellona dell'EPT, vincendo l'heads up finale contro il francese Jimmy Guerrero, per una prima moneta pari a €1.491.133.
Al 2022, i suoi guadagni nei tornei live superano la cifra di $2.488.313.